# Анюж
Анюж — река в России, протекает по Костромской области. Устье реки находится в 50 км по правому берегу реки Княжая. Длина реки составляет 21 км. Площадь водосборного бассейна — 79,1 км².
Исток реки в лесах в 32 км к северо-востоку от Кологрива близ границы. Течёт на юг, всё течение реки проходит по ненаселённому лесу. В среднем течении — остатки нескольких покинутых деревень.

## Данные водного реестра
По данным государственного водного реестра России относится к Верхневолжскому бассейновому округу, водохозяйственный участок реки — Унжа от истока и до устья, речной подбассейн реки — Бассей притоков Волги ниже Рыбинского водохранилища до впадения Оки. Речной бассейн реки — (Верхняя) Волга до Куйбышевского водохранилища (без бассейна Оки).
Код объекта в государственном водном реестре — 08010300312110000015501.